# Lotus Ladies Cup
A Lotus Ladies Cup egy női versenyzők számára szervezett autóverseny-sorozat, amelynek első versenyét 2011 tavaszán rendezték meg. A versenyzők autói egyforma Lotus Elise 1,6 típusú, 138 lóerős, versenyzésre átalakított autók, Yokohama AD07 típusú gumikkal. A gumik melegítése tilos.

## Szabályok
Az első futam rajtfelállása az időmérő edzésen elért 2. legjobb kör eredménye szerint, a második futam rajtfelállása az időmérő edzésen elért legjobb köridő  szerint történik.  
A  futamok időtartama 30'+1 kör.

### Pontozás
- 1. helyezett  20 pont
- 2. helyezett  17 pont
- 3. helyezett  15 pont
- 4. helyezett  13 pont
- 5. helyezett  11 pont
- 6. helyezett  10 pont
- 7. helyezett   9 pont
- 8. helyezett   8 pont
- 9. helyezett   7 pont
- 10. helyezett  6 pont
- 11. helyezett  5 pont
- 12. helyezett  4 pont
- 13. helyezett  3 pont
- 14. helyezett  2 pont
- 15. helyezett  1 pont

Futamonként  a versenyzők 1-1 plusz pontot kapnak a következők szerint:
Pole pozíció – 1 pont 
Versenyben teljesített leggyorsabb kör – 1 pont

## 2011-es szezon

### Versenynaptár
1. Hungaroring 04.29-05.01
2. Hungaroring 06.03-05.01
3. Szlovákia Ring 06.24-06-26
4. Hungaroring 07.01-07.03
5. Hungaroring 07.29-07.31
6. Pannónia Ring 08.26-08.28
7. Hungaroring 09.16-09.18

| A bajnokság végeredménye:  |       |
| -------------------------- | ----- |
| 1. Bús Edina               | 252 p |
| 2. Walterné Dancsó Adrienn | 189 p |
| 3. Budaházi Nóra           | 157 p |
| 4. Bende Adrienn           | 156 p |
| 5. Kiss Ramóna             | 153 p |
| 6. Sas Szilvia             | 149 p |
| 7. Benik-Garami Anett      | 131 p |
| 8. Dr. Bánki Ágnes         | 104 p |
| 9. Kőváry Anett            | 96 p  |
| 10. Nánási-Ördög Nóra      | 51 p  |
| 11. Nagy Brigitta          | 26 p  |
| 12. Dr. Molnár Ágnes       | 22 p  |

## 2012-es szezon

### Versenynaptár
1. 2012. 04. 26-29. BFR Driver Academy Kupa - Hungaroring
2. 2012. 05. 04-06. WTCC betétverseny - Hungaroring
3. 2012. 05. 18-20. WTCC betétverseny - Salzburgring
4. 2012. 08. 17-19. Prix of Slovakia 2012 - Szlovákia Ring
5. 2012. 09. 15-16. WSR betétverseny Hungaroring - Hungaroring
6. 2012. 10. 05-07. Gyorsasági OB - Hungaroring